# 佐橋荘
佐橋荘（さばしのしょう）は、越後国三島郡（のち刈羽郡）にあった荘園。現新潟県柏崎市に位置した。佐橋庄とも表記される。

## 歴史
平安時代末期、『吾妻鏡』文治2年（1186年）3月12日条の関東知行国乃貢未済庄々注文において、「六条院領 一条院女房右衛門佐局沙汰」と記されているのが、佐橋荘の初見である。荘園の名は、鯖石川に由来するものと考えられる。
鎌倉時代初期、毛利季光が承久の乱の功績により、佐橋荘の地頭職を鎌倉幕府から与えられた。季光は宝治合戦で三浦氏に荷担したために討たれ、本拠地の毛利荘を幕府に没収されたが、季光の四男・経光は荷担しなかったため、佐橋荘や安芸国吉田荘などを保持することができた。
文永7年（1270年）7月15日、経光は吉田荘と佐橋荘南条の地頭職を、四男・時親に譲渡した。その後、時親は吉田荘に下向し、その子孫が戦国大名として成長した。他方、経光の長男・基親とその子孫は佐橋荘に残り、南条氏や北条氏（）、安田氏、石曽根氏、善根氏といった、越後毛利氏の一族を形成した。